# Åkeslund
Åkeslund est un quartier du district de Bromma à Stockholm en Suède.

## Description
Åkeslund est un quartier résidentiel de Västerort. 
Åkeslund a une superficie de 0,51 kilomètres carrés,
Åkeslund est limitrophe des quartiers d'Abrahamsberg, Riksby, Åkeshov, Nockebyhov et Olovslund.
Au nord, il borde Riksby le long du côté sud du métro. 
Il borde Åkeshov le long de Drottningholmsvägen et Nockebyhov le long d'Åkeshovsvägen.
Il borde Olovslund le long de Gustav III:s väg et Abrahamsberg le long de Gustav III:s väg et dans la forêt à l'ouest de Ritarvägen.

## Transports
Le bus 124 dessert la rue Gustav IIIs väg. La ligne 127 dessert la rue Drottningholmsvägen. Des bus supplémentaires s'arrêtent à la gare routière de Brommaplan.
Juste à l'extérieur du quartier se trouvent les stations Brommaplan et Abrahamsberg desservies par les lignes T17 et T19 du métro de Stockholm.

## Galerie

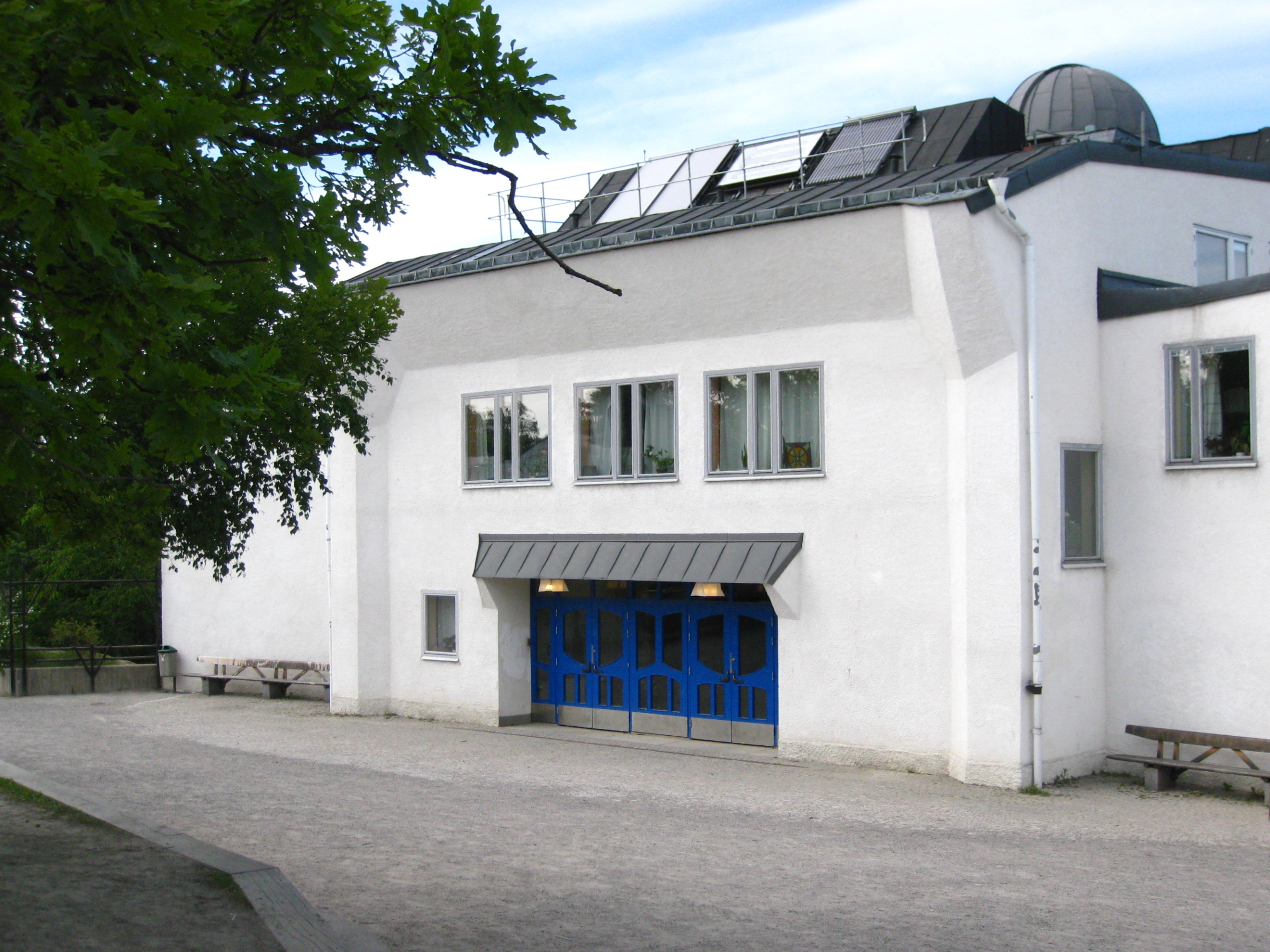
Kristofferskolan.
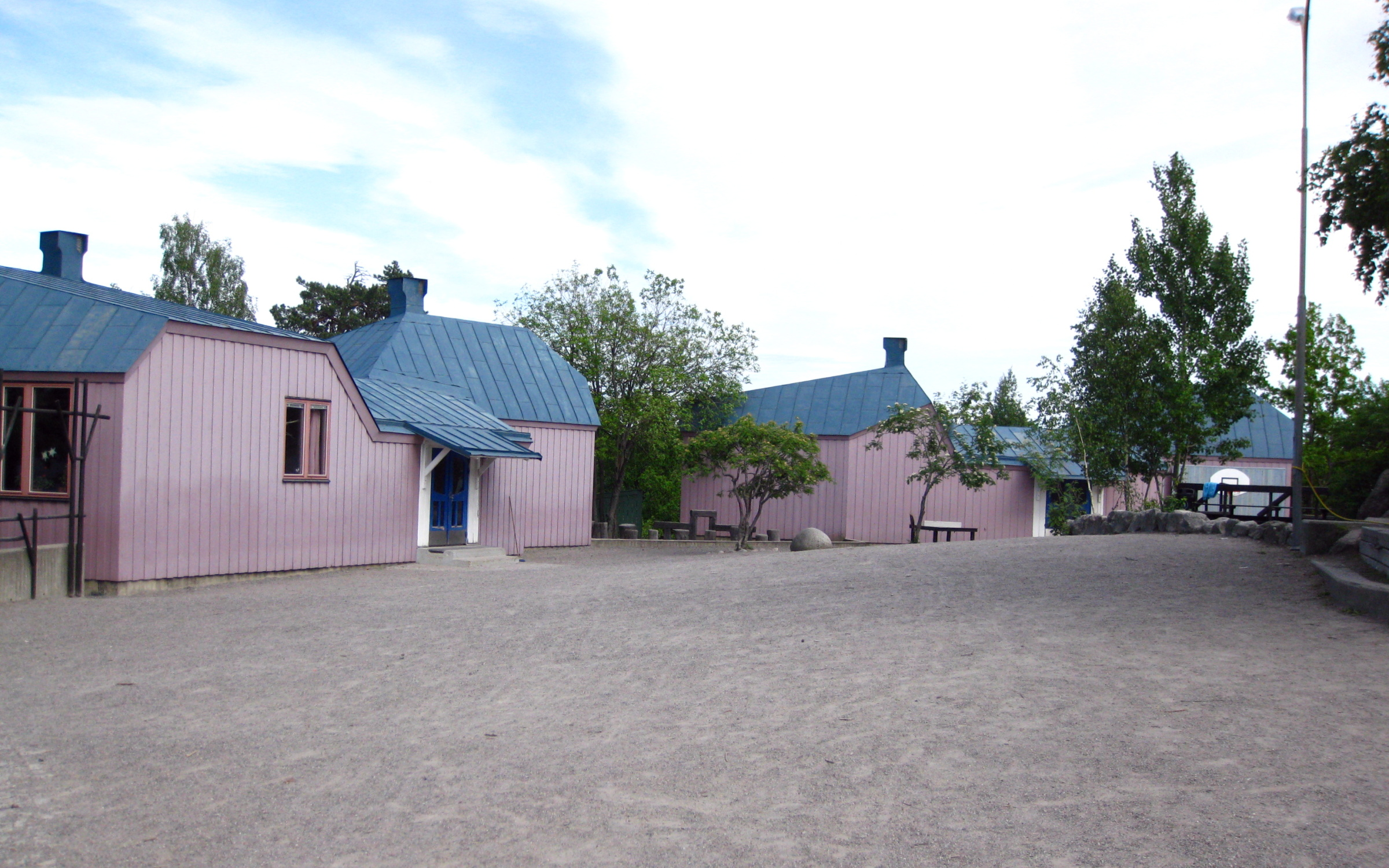
Kristofferskolan.
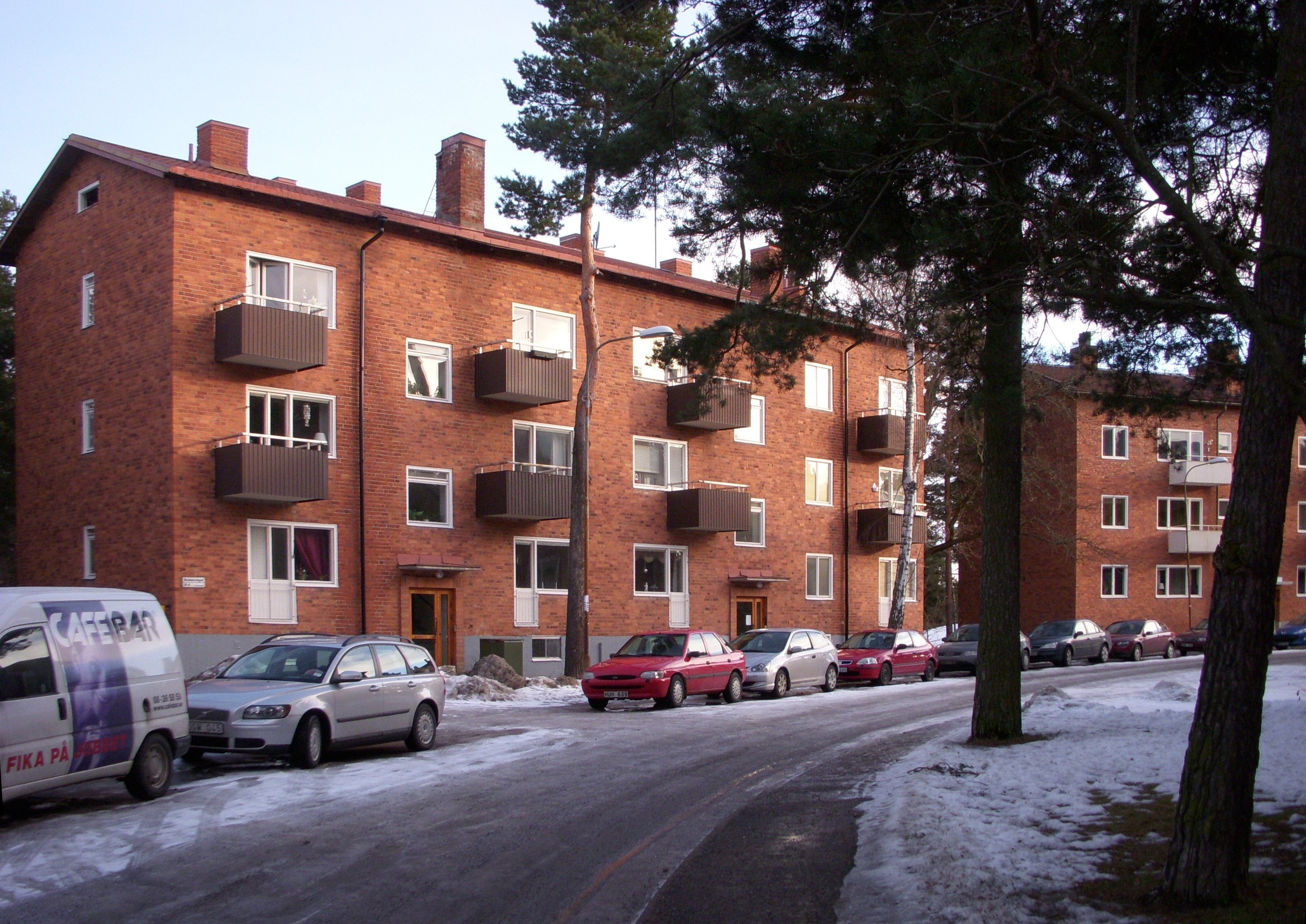
Besmansvägen.